# یواس‌اس پاندا (آی‌ایکس-۱۲۵)
یواس‌اس پاندا (آی‌ایکس-۱۲۵) (به انگلیسی: USS Panda (IX-125)) یک کشتی بود که طول آن ۴۴۱ فوت ۶ اینچ (۱۳۴٫۵۷ متر) بود. این کشتی در سال ۱۹۴۴ ساخته شد.